# Luis Merlo
Luis María Larrañaga Merlo (Madrid, 13 de junio de 1966), más conocido como Luis Merlo, es un actor español que ha desarrollado su carrera en teatro y televisión. Sus participaciones más importantes para la pequeña pantalla han sido en Aquí no hay quien viva, El internado y La que se avecina.

## Biografía
Luis Merlo nació el 13 de junio de 1966 en Madrid. Desde muy pequeño, se acostumbró a viajar con sus padres, los intérpretes Carlos Larrañaga y María Luisa Merlo, durante sus giras teatrales, acostumbrándose a verlos en escena, entre bastidores, en compañía de sus tres hermanos: Amparo Larrañaga, Kako Larrañaga y Pedro Larrañaga; este último está casado con la también actriz Maribel Verdú. De esta manera, desde niño, Luis contempló el arte de la interpretación como algo natural, un juego. La influencia de su abuelo materno, Ismael Merlo, quien se hizo cargo de su educación después de la separación de sus padres, reforzó esa idea. El hecho de que editara un disco infantil por aquellos años —sobre el que bromearía tiempo después— corrobora su interés por lo artístico.
Finalizada su adolescencia, Luis cursó un año de baile, tras el cual se matriculó en Arte Dramático. Finalizados su estudios, Mario Gas le dio su primera oportunidad en la versión de Salomé, ofrecida por la compañía de Núria Espert en 1985.
En 1986, debutó en cine con Hay que deshacer la casa, en la que interpretó a un joven que acosaba sexualmente a una señora mayor, encarnada por su tía en la vida real: Amparo Rivelles. Completó el año con la gira de La última luna menguante, realizada por Manuel Collado, con quien repitió en 1987 en la obra Séneca, o el beneficio de la duda, protagonizada por José Luis Pellicena. Por esas fechas protagonizó su primera película, La señora, en la que dio vida al botones de un hotel.
En 1988, Jesús Puente lo contrató para representar Los ochenta son nuestros, una obra escrita por Ana Diosdado, la segunda mujer de su padre Carlos Larrañaga. El reparto quedó completado con su hermana, Toni Cantó, Lydia Bosch e Iñaki Miramón. Doce meses más tarde, se produjo su debut en televisión, en el programa Pero... ¿esto qué es?.
En 1990 encarnó a Don Juan Tenorio, sobre la obra de José Zorrilla, acompañado por Eva Isanta. Según Luis Merlo, le costó notablemente poner una mirada de desafío permanente al mundo.
En 1991 su madrastra le dirigió en otra obra de teatro escrita por ella, Trescientos veintiuno, trescientos veintidós. Finalizada la gira, Luis Merlo conoció uno de sus mayores éxitos en teatro con Tres sombreros de copa, segunda de las tres adaptaciones que Gustavo Pérez Puig realizadas sobre el texto de Miguel Mihura, donde interpretó a un joven que descubrió horas previas a su enlace con una mujer burguesa un mundo de fantasía que se desvanece al final de la función, obligándole a resignarse con una vida más pragmática, más gris.
En 1994 obtuvo su primera candidatura a los premios de la Unión de Actores por la serie Canguros, cuyo reparto encabezaba Maribel Verdú, quien años después, al casarse con Pedro Larrañaga, se convertiría en su cuñada.
Al año siguiente, la asociación Toledo Mágico le recompensó con el título de mejor actor por Calígula, de Albert Camus, en la que Luis Merlo dio vida al emperador en compañía de Jesús Cisneros y Pedro Mari Sánchez bajo dirección de José Tamayo.
En 1997, participó en la obra El visitante, protagonizada por Manuel Galiana en el papel de un Sigmund Freud horrorizado por la irrupción del nazismo, e hizo la serie de televisión Señor alcalde, protagonizada por su padre Carlos Larrañaga.
En el 2000, Amparo y Maribel le pidieron que sustituyese a Toni Cantó durante unas representaciones de Las amistades peligrosas. 
Ese año trabajó junto a Pilar Bardem en la serie Abierto 24 horas, cuyo rodaje compaginó con la gira de Te quiero muñeca. En la primera encarnó a Polo, un vago que mantenía una relación sexual con su cuñada y que estaba deseoso de conocer la identidad de su padre, a quien nunca llegó a conocer.
En 2002, Luis acudió junto a Pilar en representación de la Unión de Actores a las concentraciones contra el decretazo.[cita requerida]
En 2003, Luis se sumó a la manifestación contra la guerra de Irak convocada a las afueras del Palacio de los Congresos, una vez expulsados del palco, actores invitados al pleno secundaron la iniciativa. Otro de los manifestantes, Daniel Guzmán —que llegó a ser detenido por la policía— rodó con Luis una serie llamada London Street, en la que el actor daba vida a un masajista llamado Adolfo afincado en Gran Bretaña, cuya bisexualidad despertaba muchas inseguridades en su novia, Ajo (Ana Álvarez), quien, al final, aceptaba la relación entre Adolfo y su mejor amigo, Félix (Carlos Castel). La serie se suspendió por su bajo índice de audiencia. Tanto Daniel como él volvieron a coincidir en la serie Aquí no hay quien viva. En ella, Luis Merlo interpretó a Mauri, un periodista homosexual que vive con su pareja, Fernando (Adrià Collado). La serie se convirtió en un gran éxito, incrementando su fama personal y cosechando premios en la Unión de Actores y la Academia de Televisión de España, quedándose a las puertas de los TP y de los Fotogramas de Plata. El Foro de la familia los criticó por prestarse a encarnar junto a Eva Isanta a una pareja de homosexuales que tenían un niño. La Asociación de Usuarios de comunicación se puso de parte de los actores.[cita requerida]
Luis compaginó la grabación de la serie con una gira con la obra Excusas, basada en una pieza de Joel Joan, e interpretada por Melani Olivares y Pepón Nieto.
En 2005, Merlo protagonizó, junto a Teté Delgado, Lidia Otón e Iñaki Miramón, la obra Gorda, basada en un texto de Neil LaBute.
En 2006, compaginó la representación de Gorda en Madrid con la filmación de un capítulo de Aquí no hay quien viva en el que Mauri se casaba con Fernando. Finalizada la serie, sus responsables le ofrecieron un papel en otra, La que se avecina, que el actor declinó al considerar que podía ser su papel un sucedáneo de Mauri. A los pocos días, en febrero de 2007, aceptaba el papel protagonista de la serie de Globomedia El internado, en la que tendría de compañeros de reparto a Amparo Baró y Natalia Millán, que se estrenó el 24 de mayo de 2007, registrando una audiencia del 25 % de cuota de audiencia. En ella, Merlo interpretó a Héctor, el director de un internado que hizo frente a una serie de misterios.
En 2016, se incorpora al reparto de la novena temporada de La que se avecina donde se reencontró, entre otros, con sus compañeras de reparto de Aquí no hay quien viva, Eva Isanta y Vanesa Romero. Interpreta el papel de Bruno, un paciente de Judith (Cristina Castaño).
En la madrugada del 12 de julio de 2017 fue ingresado de urgencia en el hospital de Collado Villalba, en Madrid, por causas desconocidas. Al día siguiente se dio a conocer que había sufrido una insuficiencia respiratoria, por lo que tuvieron que sedarle y practicarle una respiración asistida, y finalmente evolucionó de manera favorable.
Comienza 2020 participando en el reestreno del montaje teatral de El método Grönholm en el Teatro Alcázar de Madrid.

## Filmografía
| Año             | Serie                         | Personaje                              | Episodios    | Cadena    |
| --------------- | ----------------------------- | -------------------------------------- | ------------ | --------- |
| 1986            | Turno de oficio               | Esteban                                | 1 episodio   | La 2      |
| 1989            | El olivar de Atocha           | Ramón                                  | 2 episodios  | La 1      |
| 1994            | Compuesta y sin novio         | Juanjo                                 | 13 episodios | Antena 3  |
| 1994            | Los ladrones van a la oficina | Señor                                  | 1 episodio   | Antena 3  |
| 1994-1997       | Canguros                      | Micky                                  | 3 episodios  | Antena 3  |
| 1996            | Función de noche              | Canigula                               | 1 episodio   |           |
| 1997            | La casa de los líos           | Nacho                                  | 3 episodios  | Antena 3  |
| 1998            | Señor alcalde                 | Dani Herrera                           | 18 episodios | Telecinco |
| 1998-1999       | Una de dos                    | Guillermo III                          | 19 episodios | Telefe    |
| 2000-2001       | Abierto 24 horas              | Polo                                   | 32 episodios | Antena 3  |
| 2001            | 7 vidas                       | Mateo                                  | 1 episodio   | Telecinco |
| 2001            | Hospital Central              | Aníbal González de Lando               | 1 episodio   | Telecinco |
| 2003            | London Street                 | Adolfo                                 | 4 episodios  | Antena 3  |
| 2003-2006       | Aquí no hay quien viva        | Mauricio "Mauri" Hidalgo Torres        | 93 episodios | Antena 3  |
| 2007-2010       | El internado                  | Samuel Espí Lázaro / Héctor de la Vega | 49 episodios | Antena 3  |
| 2008-2009       | Lo que surja                  | Sr. Gimeno                             | 2 episodios  | YouTube   |
| 2016-actualidad | La que se avecina             | Bruno Quiroga Linares                  | 53 episodios | Telecinco |
| 2022            | Machos alfa                   | Doctor Juanjo                          | 1 episodio   | Netflix   |

| Año       | Obra de teatro                    |
| --------- | --------------------------------- |
| 1985      | Salomé                            |
| 1986      | La última luna menguante          |
| 1987      | Séneca, o el beneficio de la duda |
| 1988      | Los 80 son nuestros               |
| 1989      | Bajarse al moro                   |
| 1990      | El baile de los ardientes         |
| 1990      | Don Juan Tenorio                  |
| 1991      | 321, 322                          |
| 1992      | Tres sombreros de copa            |
| 1995      | Calígula                          |
| 1996      | Después de la lluvia              |
| 1997      | El visitante                      |
| 1999      | La última aventura                |
| 2000      | Las amistades peligrosas          |
| 2001      | Te quiero muñeca                  |
| 2002      | El águila y la niebla             |
| 2004      | Excusas                           |
| 2005-2007 | Gorda                             |
| 2008-2009 | Arte                              |
| 2010-2012 | Tócala otra vez, Sam              |
| 2013      | Deseo                             |
| 2013-2016 | El crédito                        |
| 2016-2019 | El test                           |
| 2020      | El método Grönholm                |

| Año  | Título            | Personaje           |
| ---- | ----------------- | ------------------- |
| 2006 | Vecinos invasores | Verne (Doblaje voz) |

## Premios y nominaciones

### Academia de Televisión Española
| Año  | Categoría                 | Serie/Telefilme        | Resultado |
| ---- | ------------------------- | ---------------------- | --------- |
| 2004 | Mejor actor de televisión | Aquí no hay quien viva | Ganador   |

2006    Premio "Memorial Luis Parreño" AMITE a la calidad en el teatro.

### Fotogramas de Plata
| Año  | Categoría                 | Película/Serie/ Obra de teatro | Resultado |
| ---- | ------------------------- | ------------------------------ | --------- |
| 2013 | Mejor actor de teatro     | El crédito                     | Nominado  |
| 2010 | Mejor actor de teatro     | Tócala otra vez, Sam           | Ganador   |
| 2007 | Mejor actor de televisión | El internado                   | Nominado  |
| 2007 | Mejor actor de teatro     | Gorda                          | Ganador   |
| 2006 | Mejor actor de teatro     | Gorda                          | Nominado  |
| 2004 | Mejor actor de televisión | Aquí no hay quien viva         | Nominado  |

### TP de Oro
| Año  | Categoría                              | Serie/Telefilme        | Resultado |
| ---- | -------------------------------------- | ---------------------- | --------- |
| 2007 | Tp de Oro al mejor actor de televisión | El internado           | Nominado  |
| 2005 | Tp de Oro al mejor actor de televisión | Aquí no hay quien viva | Nominado  |
| 2004 | Tp de Oro al mejor actor de televisión | Aquí no hay quien viva | Nominado  |
| 2003 | Tp de Oro al mejor actor de televisión | Aquí no hay quien viva | Nominado  |

### Unión de Actores
| Año  | Categoría                                     | Serie/Telefilme        | Resultado |
| ---- | --------------------------------------------- | ---------------------- | --------- |
| 2003 | Mejor actor secundario de televisión          | Aquí no hay quien viva | Ganador   |
| 1994 | Mejor interpretación secundaria de televisión | Canguros               | Nominado  |
| 1994 | Mejor interpretación protagonista de teatro   | Calígula               | Nominado  |

### Festival de cine y televisión de Islantilla
| Año  | Categoría                                                    | Película     | Resultado |
| ---- | ------------------------------------------------------------ | ------------ | --------- |
| 2007 | Camaleón de Oro al Mejor Actor Español de Ficción Televisiva | El Internado | Ganador   |

#### Premios Mayte de Teatro
| Año  | Categoría                | Serie/Telefilme | Resultado |
| ---- | ------------------------ | --------------- | --------- |
| 2004 | Mejor intérprete teatral | Excusas         | Nominado  |
| 1998 | Mejor intérprete teatral | El visitante    | Nominado  |

#### Asociación de Amigos del Teatro
- II Premio Luis Parreño a la Calidad en el teatro 2004

## Ancestros
|  |                                                |  |  |  |  |  |  |  |  |  |  |  |  |  |  |  |
|  | 16. Pedro José Larrañaga Sorazabal             |  |  |  |  |  |  |  |  |  |  |  |  |  |  |  |
|  |                                                |  |  |  |  |  |  |  |  |  |  |  |  |  |  |  |
|  |                                                |  |  |  |  |  |  |  |  |  |  |  |  |  |  |  |
|  | 8. Carlos María Larrañaga Onzalo               |  |  |  |  |  |  |  |  |  |  |  |  |  |  |  |
|  |                                                |  |  |  |  |  |  |  |  |  |  |  |  |  |  |  |
|  |                                                |  |  |  |  |  |  |  |  |  |  |  |  |  |  |  |
|  | 17. Ana Francisca Ulpiana Onzalo Urriolabeitia |  |  |  |  |  |  |  |  |  |  |  |  |  |  |  |
|  |                                                |  |  |  |  |  |  |  |  |  |  |  |  |  |  |  |
|  |                                                |  |  |  |  |  |  |  |  |  |  |  |  |  |  |  |
|  | 4. Pedro Larrañaga Ruiz-Gómez                  |  |  |  |  |  |  |  |  |  |  |  |  |  |  |  |
|  |                                                |  |  |  |  |  |  |  |  |  |  |  |  |  |  |  |
|  |                                                |  |  |  |  |  |  |  |  |  |  |  |  |  |  |  |
|  | 18. Ramón Ruiz Gómez                           |  |  |  |  |  |  |  |  |  |  |  |  |  |  |  |
|  |                                                |  |  |  |  |  |  |  |  |  |  |  |  |  |  |  |
|  |                                                |  |  |  |  |  |  |  |  |  |  |  |  |  |  |  |
|  | 9. Margarita Ruiz-Gómez Sanz-Crespo            |  |  |  |  |  |  |  |  |  |  |  |  |  |  |  |
|  |                                                |  |  |  |  |  |  |  |  |  |  |  |  |  |  |  |
|  |                                                |  |  |  |  |  |  |  |  |  |  |  |  |  |  |  |
|  | 19. Margarita Sanz Crespo                      |  |  |  |  |  |  |  |  |  |  |  |  |  |  |  |
|  |                                                |  |  |  |  |  |  |  |  |  |  |  |  |  |  |  |
|  |                                                |  |  |  |  |  |  |  |  |  |  |  |  |  |  |  |
|  | 2. Carlos Larrañaga Ladrón de Guevara          |  |  |  |  |  |  |  |  |  |  |  |  |  |  |  |
|  |                                                |  |  |  |  |  |  |  |  |  |  |  |  |  |  |  |
|  |                                                |  |  |  |  |  |  |  |  |  |  |  |  |  |  |  |
|  | 20. ¿?                                         |  |  |  |  |  |  |  |  |  |  |  |  |  |  |  |
|  |                                                |  |  |  |  |  |  |  |  |  |  |  |  |  |  |  |
|  |                                                |  |  |  |  |  |  |  |  |  |  |  |  |  |  |  |
|  | 10. ¿?                                         |  |  |  |  |  |  |  |  |  |  |  |  |  |  |  |
|  |                                                |  |  |  |  |  |  |  |  |  |  |  |  |  |  |  |
|  |                                                |  |  |  |  |  |  |  |  |  |  |  |  |  |  |  |
|  | 21. ¿?                                         |  |  |  |  |  |  |  |  |  |  |  |  |  |  |  |
|  |                                                |  |  |  |  |  |  |  |  |  |  |  |  |  |  |  |
|  |                                                |  |  |  |  |  |  |  |  |  |  |  |  |  |  |  |
|  | 5. María Fernanda Ladrón de Guevara Trápaga    |  |  |  |  |  |  |  |  |  |  |  |  |  |  |  |
|  |                                                |  |  |  |  |  |  |  |  |  |  |  |  |  |  |  |
|  |                                                |  |  |  |  |  |  |  |  |  |  |  |  |  |  |  |
|  | 22. N. Trápaga                                 |  |  |  |  |  |  |  |  |  |  |  |  |  |  |  |
|  |                                                |  |  |  |  |  |  |  |  |  |  |  |  |  |  |  |
|  |                                                |  |  |  |  |  |  |  |  |  |  |  |  |  |  |  |
|  | 11. María Trápaga                              |  |  |  |  |  |  |  |  |  |  |  |  |  |  |  |
|  |                                                |  |  |  |  |  |  |  |  |  |  |  |  |  |  |  |
|  |                                                |  |  |  |  |  |  |  |  |  |  |  |  |  |  |  |
|  | 23. ¿?                                         |  |  |  |  |  |  |  |  |  |  |  |  |  |  |  |
|  |                                                |  |  |  |  |  |  |  |  |  |  |  |  |  |  |  |
|  |                                                |  |  |  |  |  |  |  |  |  |  |  |  |  |  |  |
|  | 1. Luis María Larrañaga Merlo                  |  |  |  |  |  |  |  |  |  |  |  |  |  |  |  |
|  |                                                |  |  |  |  |  |  |  |  |  |  |  |  |  |  |  |
|  |                                                |  |  |  |  |  |  |  |  |  |  |  |  |  |  |  |
|  | 24. Abelardo Merlo Oltra                       |  |  |  |  |  |  |  |  |  |  |  |  |  |  |  |
|  |                                                |  |  |  |  |  |  |  |  |  |  |  |  |  |  |  |
|  |                                                |  |  |  |  |  |  |  |  |  |  |  |  |  |  |  |
|  | 12. Abelardo Merlo Bort                        |  |  |  |  |  |  |  |  |  |  |  |  |  |  |  |
|  |                                                |  |  |  |  |  |  |  |  |  |  |  |  |  |  |  |
|  |                                                |  |  |  |  |  |  |  |  |  |  |  |  |  |  |  |
|  | 25. Francisca Bort Fabra                       |  |  |  |  |  |  |  |  |  |  |  |  |  |  |  |
|  |                                                |  |  |  |  |  |  |  |  |  |  |  |  |  |  |  |
|  |                                                |  |  |  |  |  |  |  |  |  |  |  |  |  |  |  |
|  | 6. Ismael Merlo Piquer                         |  |  |  |  |  |  |  |  |  |  |  |  |  |  |  |
|  |                                                |  |  |  |  |  |  |  |  |  |  |  |  |  |  |  |
|  |                                                |  |  |  |  |  |  |  |  |  |  |  |  |  |  |  |
|  | 26. Francisco Piquer Pérez                     |  |  |  |  |  |  |  |  |  |  |  |  |  |  |  |
|  |                                                |  |  |  |  |  |  |  |  |  |  |  |  |  |  |  |
|  |                                                |  |  |  |  |  |  |  |  |  |  |  |  |  |  |  |
|  | 13. Amparo Piquer Adsuara                      |  |  |  |  |  |  |  |  |  |  |  |  |  |  |  |
|  |                                                |  |  |  |  |  |  |  |  |  |  |  |  |  |  |  |
|  |                                                |  |  |  |  |  |  |  |  |  |  |  |  |  |  |  |
|  | 27. María del Carmen Adsuara Bonell            |  |  |  |  |  |  |  |  |  |  |  |  |  |  |  |
|  |                                                |  |  |  |  |  |  |  |  |  |  |  |  |  |  |  |
|  |                                                |  |  |  |  |  |  |  |  |  |  |  |  |  |  |  |
|  | 3. María Luisa Merlo Colomina                  |  |  |  |  |  |  |  |  |  |  |  |  |  |  |  |
|  |                                                |  |  |  |  |  |  |  |  |  |  |  |  |  |  |  |
|  |                                                |  |  |  |  |  |  |  |  |  |  |  |  |  |  |  |
|  | 28. N. Colomina Arqués                         |  |  |  |  |  |  |  |  |  |  |  |  |  |  |  |
|  |                                                |  |  |  |  |  |  |  |  |  |  |  |  |  |  |  |
|  |                                                |  |  |  |  |  |  |  |  |  |  |  |  |  |  |  |
|  | 14. José Colomina Queralt                      |  |  |  |  |  |  |  |  |  |  |  |  |  |  |  |
|  |                                                |  |  |  |  |  |  |  |  |  |  |  |  |  |  |  |
|  |                                                |  |  |  |  |  |  |  |  |  |  |  |  |  |  |  |
|  | 29. N. Queralt                                 |  |  |  |  |  |  |  |  |  |  |  |  |  |  |  |
|  |                                                |  |  |  |  |  |  |  |  |  |  |  |  |  |  |  |
|  |                                                |  |  |  |  |  |  |  |  |  |  |  |  |  |  |  |
|  | 7. María Luisa Colomina Domingo                |  |  |  |  |  |  |  |  |  |  |  |  |  |  |  |
|  |                                                |  |  |  |  |  |  |  |  |  |  |  |  |  |  |  |
|  |                                                |  |  |  |  |  |  |  |  |  |  |  |  |  |  |  |
|  | 30. N. Domingo Marqués                         |  |  |  |  |  |  |  |  |  |  |  |  |  |  |  |
|  |                                                |  |  |  |  |  |  |  |  |  |  |  |  |  |  |  |
|  |                                                |  |  |  |  |  |  |  |  |  |  |  |  |  |  |  |
|  | 15. María del Pilar Domingo Crespo             |  |  |  |  |  |  |  |  |  |  |  |  |  |  |  |
|  |                                                |  |  |  |  |  |  |  |  |  |  |  |  |  |  |  |
|  |                                                |  |  |  |  |  |  |  |  |  |  |  |  |  |  |  |
|  | 31. N. Crespo                                  |  |  |  |  |  |  |  |  |  |  |  |  |  |  |  |
|  |                                                |  |  |  |  |  |  |  |  |  |  |  |  |  |  |  |
|  |                                                |  |  |  |  |  |  |  |  |  |  |  |  |  |  |  |